# Mircea David
Mircea David (Sinaia, 16 d'octubre de 1914 - Iaşi, 12 d'octubre de 1993) fou un futbolista romanès de les dècades de 1930 i 1940.
Disputà 12 partits amb la selecció de futbol de Romania, amb la qual participà en el Mundial de 1938. Pel que fa a clubs, la major part de la seva carrera la passà al Clubul Atletic Oradea.
Com a entrenador dirigí el club FC Politehnica Iași.

## Palmarès
Lliga romanesa de futbol:
- - 1938-39, 1939-40, 1948-49